# Viz
Ne doit pas être confondu avec VIZ Media.
Viz est un périodique de bande dessinée britannique humoristique, parodique et satirique, fondé en 1979 par Chris Donald (en).

## Présentation
Destinée aux adultes, la revue satirique Viz publie en bichromie des bandes dessinées dérivées des comics britanniques des années 1950, comme The Beano, mais avec un langage familier, des blagues « de bidasses », des expressions grivoises et un humour décalé. Le magazine publie également des histoires de science fiction. Il pourrait s'apparenter, en France, à Fluide glacial ou à L'Écho des savanes. Le rythme de parution de ce magazine créé à Newcastle-upon-Tyne est de dix numéros par an dans son pays le Royaume-Uni.
Le magazine a été créé en 1979, par Chris Donald. Il est désormais distribué par le groupe de presse Dennis Publishing, lui-même propriété du groupe d'investissement Exponent depuis 2019.

## Contenu
La plupart des bandes dessinées sont inconnues dans les pays francophones et se présentent sous la forme de parodie d'autres bandes dessinées mais aussi d'aventures de personnages totalement loufoques, tels qu'un ours bipolaire, des biscuits vivants, un sac poubelle, un pirate joueur d'orgue, un cockney qui parle en vers, un garçon obèse très léger, un agriculteur paranoïaque, un homme qui fête Noël toute l'année, un moine atteint du syndrome Gilles de la Tourette, un écolier qui vit dans un bocal à poissons rouges, une tueuse en série gâteuse, une dame très âgée qui veut se faire passer pour encore plus âgée, un coiffeur obsédé qui ne sait faire qu'un seul type de coupe de cheveux, un groupe de requins désabusés, un prêtre très particulier, un employé de banque retombé en enfance, un facteur très peu professionnel, un alpiniste qui adore faire des farces et attrapes en pleine ascension, un professeur monstrueux qui entraîne ses victimes dans sa classe sous-marine où il les ennuie à mort avec des leçons, Un homme qui s'habille comme un thermos pour éviter de fréquenter des prostituées, une jeune femme qui croit qu'une boîte de cornflakes qu'elle tient a des pouvoirs magiques, un jeune anglais qui veut être américain et finit par être tué à la guerre du Vietnam, un jeune garçon qui croit qu'il a un ami extraterrestre qui est en fait un voleur avec un seau sur la tête, etc.